# Cabanès (Aveyron)
Cabanès – miejscowość i gmina we Francji, w regionie Oksytania, w departamencie Aveyron. W 2013 roku jej populacja wynosiła 238 mieszkańców. 